# マデレーン・オルブライト
マデレーン・コルベル・オルブライト（英語: Madeleine Korbel Albright、1937年5月15日 - 2022年3月23日）は、アメリカ合衆国の政治家。ビル・クリントン政権で第64代国務長官を務めた。アメリカで初の女性の国務長官でもある。
「チタンの女」の異名を持つ。

## 来歴
1937年5月15日にマリー・ヤナ・コルベロヴァ（チェコ語: Marie Jana Korbelová）として、チェコスロバキアのプラハに誕生する。出自としてはユダヤ系であるが、カトリック教徒として育てられた。第二次世界大戦中はイギリスに避難していたためナチスの人種理論によるホロコーストを免れたが、祖父母3人を含む親戚多数がホロコーストで殺されている。戦後チェコスロバキアが共産化したため、1950年にアメリカ合衆国に移住。1959年にウェルズリー大学を卒業し、ジョンズ・ホプキンス大学を経てコロンビア大学で政治学修士および博士号を取得し、ロシア研究所にも在籍していた。
1978年から1981年まで国家安全保障会議スタッフを務めた後、ジョージタウン大学でソ連外交を教える。この時の教え子に日本の河野太郎元外相や山本一太群馬県知事や中満泉国連事務次長がいる。
1993年に国際連合大使に就任し、ブトロス・ブトロス＝ガーリ事務総長と対立してガーリの進める国際連合改革を頓挫させ、最終的に辞任に追い込むなど、冷酷な一面も併せ持つ。クリントン政権2期目の発足と共に国務長官に就任した。
国務長官時代の特筆する事績としては、ユーゴスラビア連邦共和国におけるコソボ紛争において、ナチスの民族浄化を身をもって経験して、ドイツだけでなく、ポグロムを行ったロシアやスラブ系国家に激しい憎しみを抱いており、空爆に消極的な西側首脳をまとめ、ユーゴスラビア空爆を行ったことが挙げられる。ミロシェヴィッチ大統領の失脚、コソボの自治権獲得も含め、一定の成果を挙げたとも言える。
他方で1998年8月のナイロビで起きたアメリカ大使館爆破事件では、駐ケニアアメリカ大使が大使館の警備を強化するように国務省に再三要請していたにもかかわらず断られ、事件の4ヶ月前にはオルブライトに直接申し入れをしたにもかかわらず無視していた。これについて、事件後国家安全保障会議のリチャード・クラークに「これ以上の大使館を失ったらどうする気だ」と詰め寄られたオルブライトは「（ケニアとタンザニアの）2つの大使館は無くなった訳では無い」と答えている。

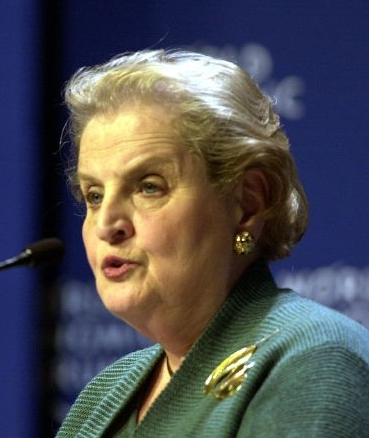
2000年1月26日

2000年10月に現職の閣僚として初の北朝鮮訪問に踏み切ったが、人権問題などの批判を抑制し、マスゲームを鑑賞して賞賛するといった融和的な姿勢はアメリカ国内で強い批判を浴びた。その後クリントン大統領自身の北朝鮮訪問も検討されていたが、オルブライトの北朝鮮訪問が失敗に終わったことに加え、2000年アメリカ合衆国大統領選挙で民主党（アル・ゴア副大統領）が敗北したことで頓挫した。
このように、対ヨーロッパ以外については特筆すべき事績は皆無であった。これは元々ソ連・東欧専門家であるという本人の資質の問題に加え、当時のクリントン政権が内政重視政策を取ったためにそもそも手腕を振るう機会が少なかった事が大きいと思われる。
2022年2月にロシアがウクライナを侵攻する前日にはウラジーミル・プーチン政権の姿勢を非難するなど、最晩年まで意見表明を続けた。同年3月23日、がんのため死去。84歳没。4月27日にワシントン大聖堂で営まれた葬儀には歴代大統領夫妻など要人が多数参列し、ジョー・バイデン大統領が弔事で北大西洋条約機構 (NATO) の強化などの功績をたたえたほか、今なお世界の良き力としてのアメリカの代名詞であると故人を偲んだ。
父のジョーゼフ・コルベル（ヨゼフ・コルベル）は教育家・外交官であり、コンドリーザ・ライスのデンバー大学時代の恩師である。

## エピソード
- 日本の小渕恵三が内閣総理大臣に就任した際に、「冷めたピザ？いいえ私はモナリザ」と揶揄する歌を歌った。冷めたピザには「生気がない」、モナリザには「謎めいた微笑みを浮かべるばかりで何を考えているかわからない不気味な人」の意味がある。
- 1996年、CBSテレビ『60 Minutes』に出演して、レスリー・ストールから対イラク経済制裁について“これまでに50万人の子どもが死んだと聞いている、ヒロシマより多いと言われる。犠牲を払う価値がある行為なのか?”と問われた際「大変難しい選択だと私は思いますが、でも、その代償、思うに、それだけの値打ちはあるのです」（“I think that is a very hard choice, but the price, we think, the price is worth it.”）と答えた。なお、オルブライトのこの発言を腹に据えかねた国連の経済制裁担当要員3名（デニス・ハリデイ、ハンス・フォン・スポネック、ジュッタ・バーガート）が辞任。このうちハリデイは「私はこれまで（対イラク経済制裁について）“ジェノサイド”という言葉を使ってきた。何故なら、これはイラクの人々を殺戮することを意識的に目指した政策だからだ。私にはこれ以外の見方が出来ないのだ」とコメントを残している。
- 2016年アメリカ合衆国大統領選挙では、ヒラリー・クリントン候補を支持。女性は女性候補を支持するべきであるとして、過去の「助け合わない女性には地獄で特等席が用意されている」を引用し、バーニー・サンダース候補を支持する若い女性層を強く非難した。結果的にはこの発言が反発を受けて、かえってクリントン候補の女性支持者が離れたとされている。
- 2017年1月26日にツイッターでトランプ大統領のイスラム系移民の入国・居住制限方針に対し、「自由の女神に但書きはついていない。アメリカはあらゆる信仰と経歴をもつ人々に開かれ続けるべきである」「私はカトリックとして育ち、米国聖公会信徒となった。先祖はユダヤ人であることも知った。(連帯を示すため)イスラム教徒として登録する覚悟がある」と発言した。
- 2018年春の叙勲で旭日大綬章を受章[8][9]。

## 著書
- Poland: The Role of The Press in Political Change (1983年)
- Focus on the Issues: Africa (1999年)
- Madam Secretary, A Memoir (2003年)
- Prague Winter: A Personal Story of Remembrance and War, 1937–1948 (2012年)

## 参照
1. ↑  “Biography at The Washington Post”.   Washingtonpost.com. 2009年6月22日閲覧。
2. ↑  日本財団. “私はこう考える【北朝鮮について】”. 2010年4月30日閲覧。
3. ↑  “オルブライト氏が死去　女性初の米国務長官”. 日本経済新聞. (2022年3月24日) 2022年3月24日閲覧。 {{cite news}}: |work=、|newspaper=引数が重複しています。 (説明)⚠
4. ↑  オルブライト元米国務長官が死去 - 時事ドットコム 2022年3月24日
5. ↑  “オルブライト氏が死去 米国初の女性国務長官”. AFPBB News. (2022年3月24日) 2022年3月24日閲覧。
6. ↑  “NATO強化の貢献称賛　オルブライト氏葬儀で米大統領”. 日本経済新聞. (2022年4月28日) 2022年4月28日閲覧。 {{cite news}}: |work=、|newspaper=引数が重複しています。 (説明)⚠
7. ↑  “「彼女の名前は今でもアメリカの代名詞」オルブライト元国務長官の葬儀でバイデン大統領”. TBSテレビ. (2022年4月28日) 2022年4月28日閲覧。
8. ↑  平成30年春の受章者（抜粋）内閣府、2018年8月27日閲覧。
9. ↑  春の叙勲  受章者（その３止）毎日新聞、2018年8月27日閲覧。